# Трудовой (Зимовниковский район)
Трудовой — хутор в Зимовниковском районе Ростовской области.
Входит в состав Кутейниковского сельского поселения.

## География
На хуторе имеется одна улица: Раздольная.

## Население
Динамика численности населения
| 2002 |
| ---- |
| 15   |

| 2010 |
| ---- |
| 8    |